# (612732) 2003 YQ179
(612732) 2003 YQ179 とは、散乱円盤天体に属する太陽系外縁天体の一つである。海王星との公転周期の比が 1:5 となる軌道共鳴の関係にある共鳴外縁天体である可能性があるとされたが、現在ではそうとは見なされていない。2003年12月24日に発見されてから長らく小惑星番号は付与されていなかったが、2022年3月28日に小惑星センター (MPC) が発行した小惑星回報「M.P.C. 139898」にて小惑星番号612,732番が与えられた。

## 軌道の性質
(612732) 2003 YQ179 は、太陽からの軌道長半径が約 131億 km（約 87.4 au）の軌道を800年余りの公転周期で公転している天体である。これは海王星との1:5の軌道共鳴に近い値を持つため、(612732) 2003 YQ179 は発見されている唯一の1:5の軌道共鳴を持つ小惑星である可能性が示されていた。しかし、2022年6月末時点でこの分類には4個の太陽系外縁天体が分類されているが、(612732) 2003 YQ179 はこの中に分類されていない。
(612732) 2003 YQ179 は軌道の離心率が約 0.57 とかなりゆがんでいるため、近日点距離は約 56億 km（37.2 au）とかなり海王星に接近し、逆に遠日点距離は約 206億 km（約 137.6 au）にも達する。しかしその割には、軌道傾斜角は約20.8度とあまり傾いていない。前回は2019年10月22日に近日点を通過したとされており、そこから計算すると次回の近日点通過は2837年3月16日である。

## 物理的性質
(612732) 2003 YQ179 の絶対等級は7.07等級。直径については宇宙物理学者の Robert Johnston は 145 km、太陽系外縁天体の観測を行っている天文学者であるマイケル・ブラウンは 178 km と推定しているが、その他の性質はよくわかっていない。